# Ceará
Ceará (CE) (udtales:sia'ra) er en brailiansk delstat, placeret i det nordøstlige 
hjørne af landet i regionen Nordeste ud til Atlanterhavet. Hovedstaden hedder Fortaleza og delstaten 
grænser op til Rio Grande do Norte , Pernambuco, Paraíba og Piauí.
- Wikimedia Commons har flere filer relateret til Ceará

5°12′S 39°18′V / 5.2°S 39.3°V